# Hundred Seventy Split
Hundred Seventy Split (kortweg HSS) is een bluesrockband die in 2010 werd opgericht door Joe Gooch (gitaar en zang) en Leo Lyons (basgitaar en songwriter), voormalige leden van Ten Years After. Het derde lid is de drummer Damon Sawyer. Het trio speelt naast klassiekers uit het Ten Years After-repertoire ook nieuwe nummers en toert geregeld in West-Europa.

## Ontstaan
De idee om de vertrouwde stijl van TYA te verlaten en een nieuwe muziekstijl te ontwikkelen ontstond reeds toen Gooch en Lyons nog bij deze groep speelden (beiden verlieten TYA officieel in december 2013).  Toen Leo Lyons gevraagd werd een studio-album op te nemen, nodigde hij Joe Gooch uit om samen songs te schrijven voor het nieuwe project. De idee sloeg aan en beiden besloten te gaan toeren met het nieuwe materiaal. Daarom werd het duo uitgebreid met drummer Damon Sawyer.
Leo Lyons verklaarde de naam van de groep in een interview met Paris on the Move als volgt: “ My son Harry suggested the name ‘Hundred Seventy Split. It’s a road junction in Nashville close to where I live. There’s a small café nearby where Joe and I had breakfast before going to the recording studio. I also think of the name as a musical crossroads”.

## Discografie
- The World Won't Stop - 2010
- Hundred Seventy Split – Special Edition - 2010
- H.S.S. - 2014